# Moscow Raceway
De Moscow Raceway is een permanent circuit in Volokolamsk, oblast Moskou in Rusland. Het is het eerste grote autosportcircuit in Rusland. Op 13 juli 2012 werd het circuit geopend als de vijfde ronde van het World Series by Renault-kampioenschap. De eerste winnaar op het circuit was de Nederlander Robin Frijns in de Formule Renault 3.5 Series. Later in hetzelfde weekend werd Daniil Kvjat de eerste Rus die op dit circuit een race won in de Eurocup Formule Renault 2.0. Arthur Pic zette in de Formule Renault 3.5-race de snelste ronde neer op het circuit met 1:24.831 voor het team DAMS.
In 2013 werd het circuit, naast de World Series by Renault, ook gebruikt voor races in het WTCC, de DTM en de Auto GP. Dat jaar kwam Andrea Antonelli op het circuit ten val, hij overleed.
In 2014 werd het circuit gebruikt voor de DTM, World Series by Renault en WTCC. Hoewel gepland werd de Superbike om politieke redenen afgelast.
In 2015: WTCC en DTM.